# Albulichthys albuloides
Albulichthys albuloides är en fiskart som först beskrevs av Pieter Bleeker 1855.  Albulichthys albuloides ingår i släktet Albulichthys och familjen karpfiskar. IUCN kategoriserar arten globalt som livskraftig. Inga underarter finns listade i Catalogue of Life.